# 벤 샤피로
벤자민 아론 샤피로(Benjamin Aaron Shapiro, 1984년 1월 15일 ~)는 미국의 보수 성향의 정치 평론가, 칼럼니스트, 변호사이다. 벤 샤피로는 17세의 젊은 나이에 미국에서 전국적인 영향력을 갖는 칼럼니스트가 되었고, 미국 우파 진영의 차세대 논객으로 부상하였다.

## 정치 성향
벤 샤피로는 스스로를 자유지상주의자로 표방하고 있으며, 로널드 레이건에 대해 대체적으로 지지하는 입장이다. 또한 낙태에 대해 강력한 반대 입장을 취하고 있다.